# ليلي نهاري (ألبوم)
ليلي نهاري هو الالبوم الحادي والعشرين للفنان المصري عمرو دياب، تم إصداره عام 2004 من إنتاج شركة روتانا للصوتيات والمرئيات، وهو أول البوم يجمع بين عمرو دياب وشركة روتانا.

## قائمة الأغاني
| الرقم | اسم الاغنية   | المدة | الشاعر          | الملحن      | الموزع    |
| ----- | ------------- | ----- | --------------- | ----------- | --------- |
| 1     | ليلي نهاري    | 04:04 | خالد تاج الدين  | عمرو مصطفى  | نادر حمدي |
| 2     | وحشتيني       | 03:55 | أيمن بهجت قمر   | عمرو مصطفى  | نادر حمدي |
| 3     | تنسى واحدة    | 04:22 | بهاء الدين محمد | عمرو دياب   | نادر حمدي |
| 4     | خد قلبي معاه  | 04:01 | أيمن بهجت قمر   | عمرو طنطاوي | نادر حمدي |
| 5     | يدق الباب     | 03:30 | بهاء الدين محمد | محمد يحيى   | نادر حمدي |
| 6     | دايماً في بالي | 03:45 | خالد منير       | محمد رحيم   | نادر حمدي |
| 7     | خلينا نشوفك   | 03:59 | نادر عبد الله   | محمد يحيى   | طارق توكل |
| 8     | قصاد عيني     | 04:22 | خالد تاج الدين  | عمرو مصطفى  | نادر حمدي |
| 9     | إلا هي        | 03:41 | مجدي النجار     | عمرو مصطفى  | نادر حمدي |
| 10    | ريحة الحبايب  | 03:14 | نادر عبد الله   | محمد يحيى   | نادر حمدي |

## فريق العمل
- غناء: عمرو دياب
- توزيع: نادر حمدي، قام بتوزيع كل اغاني الألبوم باستثناء أغنية  "خلينا نشوفك" الذي قام بتوزيعها طارق توكل
- وتريات: يحيى الموجي
- اوكورديون: أحمد عبد الفتاح وفاروق محمد حسن
- بيانو: نادر حمدي
- كمان: يحيى الموجي
- تصميم البوستر والغلاف: خالد رشدي